# Solenopsis valida
Attopsis valida
Espèce
Synonymes
- †Attopsis valida Förster, 1891

Solenopsis valida est une espèce fossile de fourmis piqueuses de la famille des Formicidae, de la sous-famille des Myrmicinae, de la tribu des Solenopsidini et du genre Solenopsis.

## Classification
L'espèce Solenopsis valida est décrite en 1891 par le paléontologue et entomologiste allemand Bruno Förster (1852-1924) sous le protonyme Attopsis valida,. 

### Fossiles
Selon Paleobiology Database en 2023, le nombre de collections fossiles référencées est de trois :
- Oligocène inférieur ou Rupélien : deux collections de France, de Brunnstatt dans le département du Haut-Rhin en Alsace, décrites en 1891 par Bruno Förster[1] et une d'Allemagne, de Kleinkembs, en Bade-Wurtemberg, décrite en 1937 par Nicolas Théobald[3],[2].

### Renommage
L'espèce Attopsis valida est renommée Solenopsis valida en 1937 par le paléontologue français Nicolas Théobald, renommage repris en 2012 par le myrmécologue anglais Barry Bolton .

### Étymologie
L'épithète spécifique valida signifie en latin « fort ». 

## Description

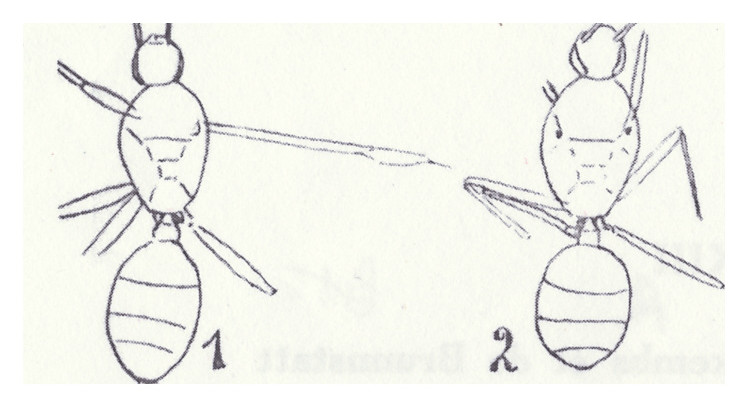
Solenopsis valida femelle Förster 1937 N. Théobald éch. R663 (1) et R913 (2) x3 p. 201 Pl. XIV Hyménoptères du Sannoisien de Kleinkembs.

### Caractères
La diagnose de Nicolas Théobald de 1937, : Solenopsis valida ♀ pl. XIV, fig. 1 et 2

« Holotype : éch R663 Coll Mieg. Mus. Bâle, Kleinkembs
Cotypes : R913, 58, 94, 143, 149, 184, 219, et 4b (empr. et c.-empr.), 233, 251, 359, 421, 449, 466, 474, 564,, 575, 717.
Insecte de couleur brun-rouille.
Tête arrondie ; deux yeux à facttes légèrement allongés ; vertex portant quelques poils et deux renflements (ocelles); antennes avec scape atteignant le milieu de la tête, funicule pluriarticulé. Cou étroit. Thorax ovale, se rétrécit à l'arrière. Pétiole formé de deux segments renflés. Abdomen ovoïde, quatre segements, porte des poils fins et allongés. Pattes grêles à fémur et tibia allongés. Ailes mal conservées. ».

Solenopsis valida ♂ pl. XIV, fig. 3

« Insecte de teinte brunâtre, la tête et le thorax étant de couleur plus foncée que l'abdomen.
Mêmes caractères que S. maxima. Mais la tête plus petite, de forme plus arrondie ; abdomen plus allongé ; thorax moins large. On voit encore très nettement le pétiole avec ses deux articles renflés. les ailes sont tombées sur la plupart des échantillons, mais il reste encore les bases.
Ont été figurés les échantillons R 595, 237. Appartiennt en outre à cette espèce : R 212, 641, 465, 248, 464, 430, 204, 677, 437, 379, 670, 548, 356, 501, 405 et 295, 583, 115. ».

### Dimensions
Solenopsis valida ♀ pl. XIV, fig. 1 et 2 : La longueur totale est de 10 mm. La tête a une longueur de 1,3 mm et une largeur de 1,2 mm. Le thorax a une longueur de 4 mm et une largeur de 2,7 mm. Le pétiole a une longueur de 1 mm et une largeur de 0,6 mm. L'abdomen a une longueur de 3,2 mm et une largeur de 2,5 mm.

### Affinités
« Semble appartenir à la même espèce qu'Attopsis valida, dont Förster a décrit une ♀ femelle. Solenopsis maxima et Solenopsis valida sont d'ailleurs très voisines, sinon identiques. ».

### Publication originale
- [1891] (de) Bruno Förster, « Die Insekten der "Plattigen Steinmergels" von Brunstatt », Abhandlungen zur Geologischen Specialkarte von Elsass-Lothringen, vol. Band 3, no 1,‎ 1891, p. 335-593.